# Kaïrat Abdrakhmanov
Kaïrat Abdrakhmanov (en kazakh : Қайрат Құдайбергенұлы Әбдірахманов, Qaïrat Qoudaïberguenouly Äbdirakhmanov ; en russe : Кайрат Кудайбергенович Абдрахманов, Kaïrat Koudaïberguenovitch Abdrakhmanov), né le 21 avril 1964 à Jarkent (RSS kazakhe), est un diplomate et  homme politique kazakh.

## Biographie
Diplômé en histoire, il dirige différents départements du ministère des Affaires étrangères, puis sert comme ambassadeur en Israël et en Autriche, cumulant ce dernier poste avec celui de représentant permanent du Kazakhstan auprès de plusieurs organisations internationales à Vienne. Il occupe aussi le poste de représentant permanent auprès de  l'Organisation pour la sécurité et la coopération en Europe (OSCE), alors que le Kazakhstan en assume la présidence tournante annuelle.
En 2013, il est nommé représentant permanent du Kazakhstan auprès de l'Organisation des Nations-Unies (ONU). Pendant son mandat, le Kazakhstan obtient de siéger comme membre non-permanent du Conseil de sécurité de l'ONU. Il est ministre des Affaires étrangères depuis le 28 décembre 2016.